# Aldebarán de Tauro
Aldebarán (アルデバラン?) es un personaje del manga y anime Saint Seiya conocido en español como Los Caballeros del Zodíaco. Fue el Santo de oro de Tauro hasta su muerte a manos de Niobe de Deep, después fue revivido por Atena, pero murió nuevamente con los caballeros dorados en el Muro de los Lamentos. 
Su nombre está inspirado en la estrella Aldebarán, también conocida como α Tauri por ser la primera estrella de la constelación de Tauro.

## Biografía ficticia

### En el Episode G
Aldebarán aparece junto con otros Santos de Oro en la reunión dorada, más tarde es quien acompaña a Aioria y Líthos en su viaje hasta Jamir. Luego cuidaría a Mū después de que este tuviera su pelea con Jápeto de Dimensión. Es teletransportado a Grecia aun con las advertencias de Mū que no era del todo seguro hacer algo como eso. Y aparece para salvar a Shura y Aioria de las técnicas de Rea y Temis.